# IC 1269
IC 1269 — галактика типу Sbc (компактна витягнута спіральна галактика) у сузір'ї Геркулес.
Цей об'єкт міститься в оригінальній редакції індексного каталогу.